# Illa Russell (Nunavut)
L'illa Russell és una illa de l'arxipèlag àrtic canadenc pertanyent a la regió de Qikiqtaaluk del territori de Nunavut. Es troba al canal de Parry, i es troba separada de l'extrem nord de l'illa del Príncep de Gal·les per l'estret canal de Baring. Té una superfície de 940 km² i es troba totalment deshabitada. El punt més alt de l'illa arriba als 248 msnm.
William Edward Parry va ser el primer europeu que va veure l'illa el 1819.